# Corner sur le coton de 2011
Le Corner sur le coton de 2011 est une spéculation ayant pris les traits d'un corner (finance) du XIXe siècle sur le marché du coton aux États-Unis, l’IntercontinentalExchange, et qui a opposé plusieurs grands négociants internationaux et eu des conséquences sur le plan juridique, avec une plainte de l'un d'entre eux. Parmi les autres défendeurs dans cette affaire, deux filiales de Dreyfus, Allenberg Cotton et Term Commodities, et plusieurs personnes, comme le directeur général d'Allenberg, Joseph Nicosia.

## Histoire
Lors de l’envolée des cours du coton au début de 2011, Glencore, l'un des quatre plus grands négociants en coton, basé en Suisse s’est retrouvé piégé sur d’importantes commandes passées en 2010 à prix fixe – mais couvertes par des ventes sur les marchés à terme – auprès de nombreux producteurs d’Afrique de l’Ouest
. 
Les récoltes en baisse ont fait s’envoler les cours mondiaux de 0,85 à 2,50 dollars par livre à la fin 2010, ce qui a conduit les producteurs africains de coton à reporter leur livraison, forçant cette maison de négoce à annuler ses opérations de couvertures, l'annulation s'effectuant au prix de larges pertes. Quand Glencore a finalement réussi à être livré en coton, les prix sur les marchés à terme ont rapidement baissé, divergeant rapidement du cours auquel pouvait être vendue la marchandise par Glencore, entraînant d’autres pertes pour cette maison de négoce, selon une interview de son patron  Ivan Glasenberg dans la presse suisse. Les prix du coton ont atteint en effet en mars 2011 leur plus haut niveau depuis la guerre civile américaine en 1860, avant d'être plus que divisés par deux en juillet 2011,  de nombreux acheteurs industriels d'Asie ayant renoncé à leurs projets. Glencore et Cargill ont été vendeurs à découvert sur le marché à terme avant la flambée du printemps et contraints, de ce fait, à livrer des tonnes de coton à l'expiration des contrats de mai et juin 2011.  
Allenberg Cotton a été le principal acheteur de coton à New York, pour une quantité de 390000 bales, valorisées 300 millions de dollars, en mai 2011, puis de 161000 bales valorisées 100 millions de dollars en juillet, selon les chiffres de l'ICE rapportés par le Financial Times.
La CFTC est accusée d'avoir laissé faire et Dreyfus d'avoir orchestré le plus grand corner de l'histoire sur le coton. Mark Allen, responsable du négoce de coton chez Glencore, a perdu ainsi plus de 57 000 dollars en payant des prix artificiellement élevés pour liquider des positions liées aux contrats de mai 2011 et 2011 sur le coton, ce qui lui a valu d'être limogé dès 2011 par Glencore, la firme de négoce ayant subi en 2011 une perte de 8 millions de dollars (contre un gain de 659 millions en 2010) sur ses activités négoce de produits agricoles.
Dans une plainte déposée le 20 juin 2012 – et révélée par le Financial Times début juillet 2012 – Mark Allen a accusé son ancien concurrent, la maison de négoce Louis Dreyfus, d’avoir «manipulé» les prix du coton en avril et en juin 2011, par le biais d’une filiale américaine, Term Commodities
. En «exacerbant intentionnellement le manque de coton préexistant», cette filiale de Dreyfus aurait amplifié volontairement les fluctuations de cours sur le marché américain du coton. Elle serait également à l’origine d’une «divergence anormale, cinq fois plus importante que les records observés jusque-là» entre les cours des contrats à terme et ceux des cargaisons livrables immédiatement. 
Dans l'une des plus grandes accusations de manipulation de marché depuis plus d'une décennie, Mark Allen, a soutenu que ce spéculations violaient la loi antitrust en gonflant artificiellement les prix des contrats à terme.
Serge Schoen, le directeur général de Louis Dreyfus BV, a  contre-attaqué, déclarant à l’agence Bloomberg qu'il voulait «contester cette plainte avec la plus grande vigueur», et soulignant que Glencore est «présent sur cette activité depuis des décennies, connaît les règles et les respecte».
Le conflit ainsi apparu sur le marché du coton l'année a attiré l'attention de la Commodity Futures Trading Commission (CFTC) américaine , qui est sous pression pour sévir contre les malversations du marché. Une grande partie du contexte de l'affaire est alors connue du public: à la mi-2011, Dreyfus ou l'une de ses sociétés affiliées détenaient des positions à long terme sur des contrats à terme jusqu'à leur expiration, ce qui obligeait les autres négociants à livrer physiquement de grandes quantités de coton.
Les poursuites en matière de manipulation sont rares chez les négociants et peu fréquentes même chez les régulateurs, car elles ont tendance à être très difficiles à prouver. Les demandeurs doivent démontrer que le prétendu manipulateur avait l'intention de créer un prix «faux» pour une marchandise. La plainte de Mark Allen auprès du  tribunal de district américain à Manhattan vise à obtenir une procédure d'action en nom collectif pour le compte d'investisseurs qui avaient des positions dans les contrats à terme sur le coton et ont été lésés, afin d'obtenir des dommages-intérêts
La presse constate alors que ce n’est pas la première fois que le dysfonctionnement du marché à terme du coton aux États-Unis défraie la chronique. «Le marché est cassé, complètement faussé», avait même déclaré en 2008 le président de Dunavant – société de négoce américaine qui était alors l’un des piliers du négoce du coton – devant une commission parlementaire à Washington. Dans une lettre adressée à la Chambre des représentants, la toute puissante association des cotonniers – l’American Cotton Shippers Association – rappelait de son côté «l’impact néfaste sur tout le secteur de la spéculation excessive touchant l’IntercontinentalExchange».